# Едвард Чарльз Говард
Едвард Чарльз Говард (28 травня 1774 – 28 вересня 1816) молодший брат  12-го герцога Норфолка Бернарда Говарда, британський хімік, якого назикають "першим видатним інженером-хіміком".

## Наукова діяльність
У січні 1799 року він був обраний членом Королівського товариства, а 1800 року нагороджений медаллю Коплі за роботу над ртуттю. Він відкрив фульмінат ртуті, потужну ініціюючу вибухову речовину. 1813 року він винайшов спосіб рафінування цукру, який передбачав кип’ятіння тростинного соку не у відкритому чайнику, а в закритій посудині, що нагрівалася парою та зберігалася під частковим вакуумом. При зниженому тиску вода закипає при нижчій температурі, тому розробка Говарда заощадила паливо та зменшила кількість цукру, що втрачається через карамелізацію. Винахід, відомий як вакуумна сковорода Говарда, використовується досі.
Говард також цікавився складом метеоритів, особливо «природного заліза». Він виявив, що багато з них містять сплав нікелю та заліза, якого не було на Землі, і тому могли впасти з неба. Один тип метеоритів тепер відомий як говардити.

## Особисте життя
Говард одружився з Елізабет Мейкок, донькою Вільяма Мейкока. В них народилося дві доньки: Елізабет (померла 1835), Джулія Барбара (померла 1856) та син Едвард Джайлз Говард (1805–1840). Їхній син був батьком Едварда Генрі, кардинала Говарда (1829–1892). Їхня дочка Джулія вийшла заміж за Генрі Стаффорд-Джернінгема, 9-го барона Стаффорда, дітей вони не мали.